# Castelferrus
Castelferrus ist eine französische Gemeinde mit 490 Einwohnern (Stand: 1. Januar 2022) im Département Tarn-et-Garonne in der Region Okzitanien (vor 2016: Midi-Pyrénées). Sie gehört zum Arrondissement Castelsarrasin und zum Kanton Beaumont-de-Lomagne (bis 2015: Kanton Saint-Nicolas-de-la-Grave). Die Einwohner werden Castelferrusiens genannt.

## Geografie
Castelferrus liegt etwa 23 Kilometer westsüdwestlich von Montauban und etwa vier Kilometer südsüdwestlich von Castelsarrasin. Hier mündet der Gimone in die Garonne. Umgeben wird Castelferrus von den Nachbargemeinden Saint-Aignan im Norden und Nordwesten, Castelsarrasin im Norden und Osten, Cordes-Tolosannes im Südosten, Garganvillar im Süden und Südwesten sowie Castelmayran im Westen und Nordwesten.

## Bevölkerungsentwicklung
| 1962                      | 1968 | 1975 | 1982 | 1990 | 1999 | 2006 | 2013 |
| 405                       | 392  | 335  | 368  | 347  | 389  | 426  | 423  |
| Quelle: Cassini und INSEE |      |      |      |      |      |      |      |

## Sehenswürdigkeiten

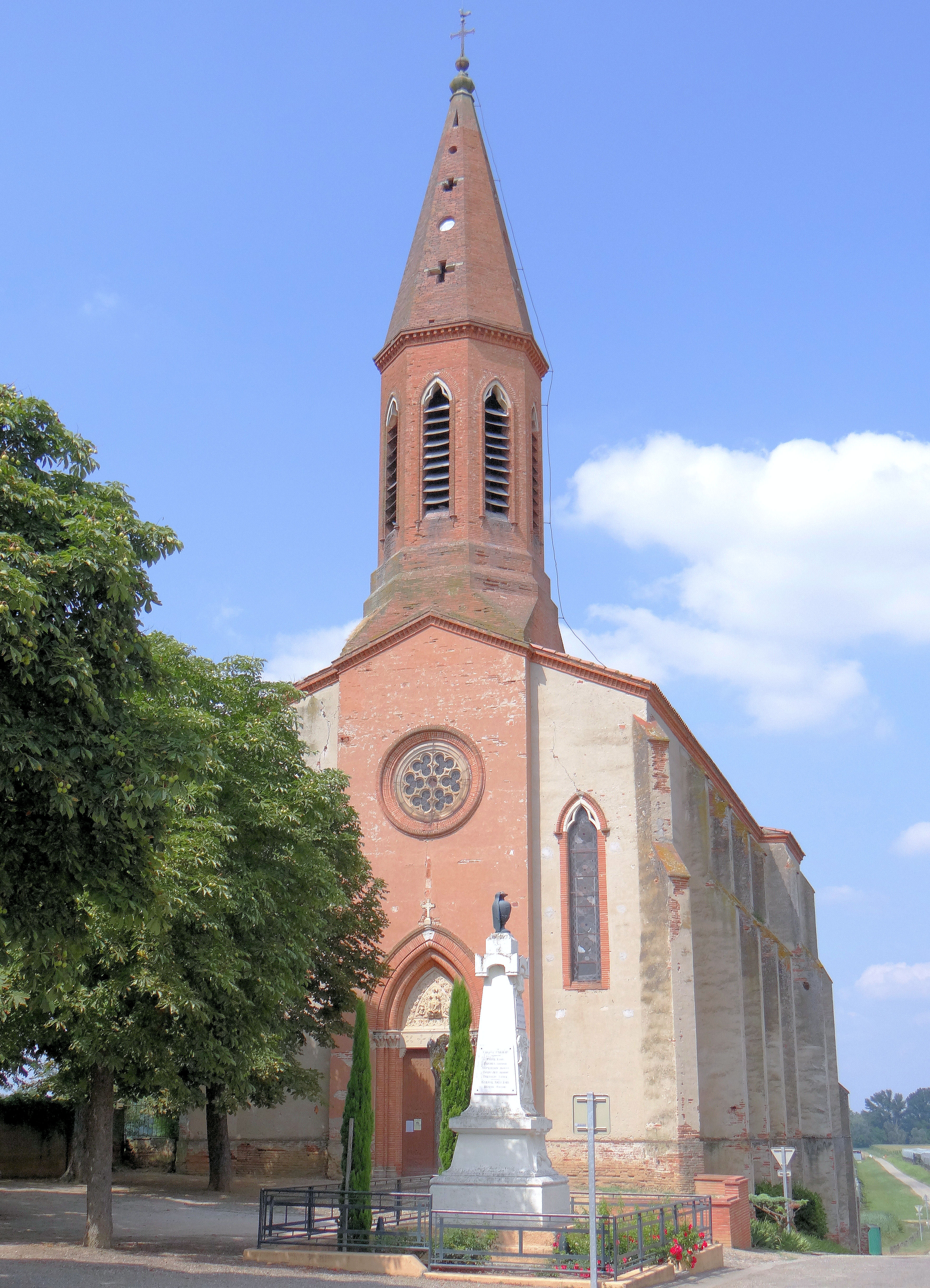
Kirche Notre-Dame-des-Sept-Douleurs
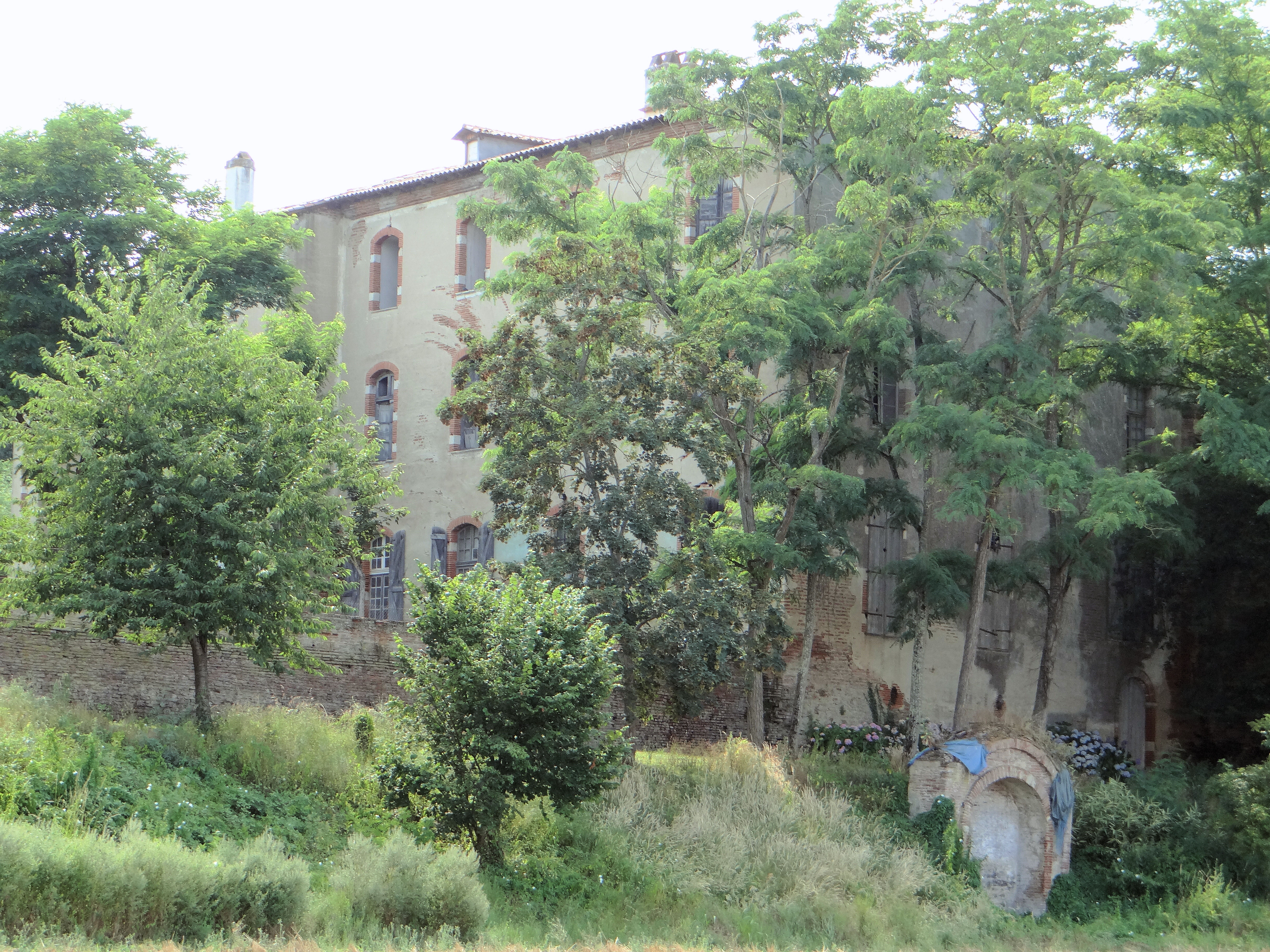
Schloss Castelferrus aus dem 17./18. Jahrhundert
- Uhrenturm
- gallorömisches Oppidum

- Kirche Notre-Dame-des-Sept-Douleurs
- Schloss Castelferrus